# Lee Byung-hun
Lee Byung-hun (tiếng Hàn: 이병헌; sinh ngày 12 tháng 7 năm 1970) là một nam diễn viên và ca sĩ nổi tiếng người Hàn Quốc. Anh được giới phê bình đánh giá vì đã thành công ở nhiều thể loại vai diễn khác nhau, nổi bật như các bộ phim điện ảnh Khu vực an ninh chung (2000), Ngọt đắng cuộc đời (2005), Thiện, ác, quái (2008), hay các bộ phim truyền hình như Mật danh Iris (2009), Ác quỷ đội lốt (2010), Hoàng đế giả mạo (2012) và Quý ngài Ánh dương (2018). Phim điện ảnh Điệp vụ kép (2015) được giới mộ điệu đánh giá cao và đã mang về cho anh giải thưởng Nam diễn viên chính xuất sắc nhất tại các lễ trao giải nghệ thuật danh giá bậc nhất Hàn Quốc như Giải thưởng nghệ thuật Baeksang lần thứ 52, Giải thưởng điện ảnh Rồng Xanh lần thứ 37 và Giải thưởng điện ảnh Đại Chung lần thứ 53. Khu vực an ninh chung, Ngọt đắng cuộc đời, Hoàng đế giả mạo, Điệp vụ kép và Ông trùm là những phim anh tham gia diễn xuất lọt danh sách phim điện ảnh có doanh thu cao nhất tại Hàn Quốc. Anh được bình chọn là diễn viên điện ảnh của năm của Gallup Korea vào năm 2012 và ở mảng truyền hình vào năm 2018. Năm 2021, anh tham gia loạt phim sinh tồn kinh dị Trò chơi con mực của Netflix. Trong phim, anh vào vai Front Man.
Sau những thành công ở quê nhà, nam diễn viên bắt đầu dấn bước vào ngành điện ảnh Hollywood. Anh được biết đến với vai Storm Shadow trong loạt phim Biệt đội G.I. Joe: Cuộc chiến Mãng xà (2009) và phần hậu truyện G.I. Joe: Báo thù (2013). Năm 2013, anh đảm nhiệm vai diễn trong bộ phim hành động hài C.I.A tái xuất 2 do DC Entertainment sản xuất. Trong phim anh vào vai Han Cho Bai, một sát thủ và cựu đặc vụ NIS, đóng cùng với nam diễn viên Bruce Willis. Năm 2015, anh vào vai nhân vật T-1000 trong bộ phim điện ảnh Kẻ hủy diệt: Thời đại Genisys. Năm 2016, anh đảm nhận vai Billy Rocks trong bộ phim điện ảnh hành động viễn tưởng Bảy tay súng huyền thoại. Lee Byung Hun là diễn viên Hàn Quốc đầu tiên xuất hiện trên sân khấu của Lễ trao giải Oscar hàng năm ở Los Angeles và là thành viên của Viện Hàn lâm Khoa học và Nghệ thuật Điện ảnh. Lee Byung Hun và Ahn Sung-ki là những diễn viên Hàn Quốc đầu tiên được in dấu tay trên Đại lộ Danh vọng Hollywood lịch sử ở bên ngoài Nhà hát Grauman's Chinese.

## Sự nghiệp

### Khởi đầu sự nghiệp và đột phá
Năm 1991, Lee Byung Hun gia nhập làng giải trí với vai diễn đầu tay trong bộ phim truyền hình Asphalt My Hometown của đài KBS. Anh nhận được sự chú ý khi đảm nhận vai diễn trong bộ phim truyền hình Asphalt Man và bộ phim lãng mạn The Harmonium in My Memory, nhưng mãi đến năm 2000, anh mới có bước đột phá lớn trong sự nghiệp khi tham gia bộ phim điện ảnh Khu vực an ninh chung của đạo diễn Park Chan-wook. Phim đã phá kỷ lục phòng vé tại Hàn Quốc và đứng đầu danh sách phim điện ảnh có doanh thu cao nhất tại Hàn Quốc lúc bấy giờ. Vai người lính biên phòng của Lee Byung Hun đã mang về cho anh giải thưởng Nam diễn viên chính xuất sắc nhất tại lễ trao Giải thưởng phê bình phim Busan.

### Nổi tiếng
Năm 2001, tên tuổi của anh cũng nổi lên "như diều gặp gió" khi đảm nhận vai chính trong các bộ phim như Beautiful Days và Bungee Jumping of Their Own. Năm 2003, anh nhận được Giải thưởng lớn tại lễ trao Giải thưởng phim truyền hình SBS và Nam diễn viên chính xuất sắc tại lễ trao Giải thưởng nghệ thuật Baeksang cho vai diễn Kim In-ha trong bộ phim truyền hình Ván bài định mệnh. Nhờ các vai diễn điện ảnh và truyền hình, đã góp phần vào sự nổi tiếng ngày càng gia tăng của Lee, đáng chú ý nhất là ở Châu Á và đặc biệt là Nhật Bản.

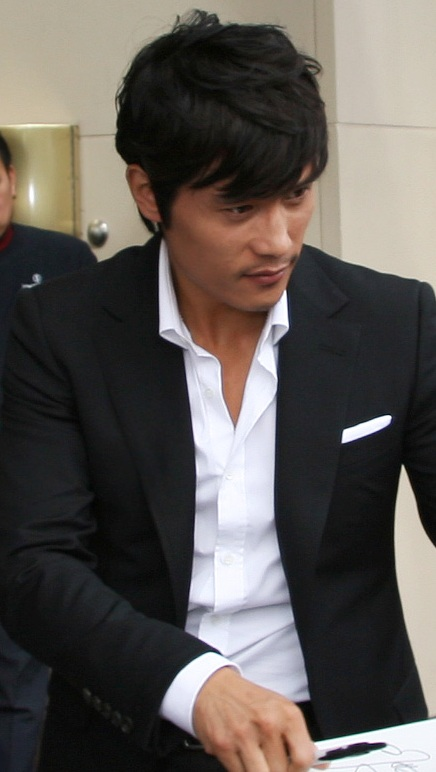
Lee Byung Hun tại Liên hoan phim quốc tế Toronto 2008

Từ năm 2005, Lee Byung Hun bắt đầu tham gia toàn diện lĩnh vực điện ảnh, chuyển trọng tâm sự nghiệp diễn xuất sang phim điện ảnh. Năm 2005, bộ phim Ngọt đắng cuộc đời do anh đảm nhận vai chính và Kim Jee-woon đảm nhiệm ghế đạo diễn được trình chiếu (không tranh giải) tại Liên hoan phim Cannes. Phim đạt thành công cao về phóng vé, về mặt chuyên môn phim được giới mộ điệu đánh giá cao mang về cho anh đề cử Nam diễn viên chính xuất sắc nhất tại Giải thưởng Điện ảnh Rồng Xanh và Giải thưởng điện ảnh Đại Chung, đồng thời chiến thắng tại Giải thưởng Nghệ thuật Điện ảnh Chunsa, Giải thưởng nghệ thuật Baeksang và Giải Hiệp hội Phê bình Điện ảnh Hàn Quốc.
Anh tái hợp cùng đạo diễn Kim Jee-woon trong "miền tây xứ kim chi" Thiện, ác, quái, trong phim anh vào vai nhận vật phản diện đây cũng là vai diễn phản diện đầu tiên trong sự nghiệp điện ảnh của anh. Bộ phim đã không nhận được đề cử nào tại Liên hoan phim Cannes. Diễn xuất bắt mắt đã giúp tên tuổi của anh được khán giả quốc tế biết đến rộng rãi. Đây cũng là nền tảng đưa nam diễn viên bắt đầu dấn bước vào ngành điện ảnh Hollywood. Anh ra mắt Hollywood, với vai Storm Shadow trong loạt phim Biệt đội G.I. Joe: Cuộc chiến Mãng xà (2009), đóng cùng với Channing Tatum và Sienna Miller.
Trở về Hàn Quốc, anh tham gia phim điện ảnh Và anh đến trong cơn mưa đóng cùng với nam diễn viên người Mỹ Josh Hartnett và nam diễn viên người Nhật Bản Kimura Takuya.
Năm 2009, anh trở lại màn ảnh nhỏ sau 6 năm vắng bóng, tham gia bộ phim Mật danh Iris. Trong phim, anh vào vai nhận vật Kim Huyn Jun, một đặc vụ thuộc lực lượng Top 707 của Cơ quan An ninh Quốc gia (NSS). Mức thù lao mà nam diễn viên nhận được là 100 triệu won cho 1 tập phim, cao thứ 3 trong lịch sử truyền hình Hàn Quốc. Mật danh Iris là một trong những bộ phim có chi phí sản xuất đắt đỏ nhất lúc bấy giờ với mức kinh phí khổng lồ lên đến 20 tỷ won, bộ phim đã thành công và nổi tiếng vang dội khắp Châu Á. Vai diễn của anh trong bộ phim đã mang về cho anh Giải thưởng lớn tại lễ trao Giải thưởng phim truyền hình KBS và Nam diễn viên chính xuất sắc nhất tại lễ trao Giải thưởng nghệ thuật Baeksang.
Năm 2010, anh tham gia phim điện ảnh Ác quỷ đội lốt, đóng cùng với nam diễn viên Choi Min-sik, phim được công chiếu tại Liên hoan phim Sundance, đánh dấu lần thứ 3 hợp tác cùng vị đạo diễn Kim Jee-woon. Trong phim, anh vào vai một đặc vụ của Cục Tình báo Quốc gia, vai diễn của anh đã giúp anh mang về Giải thưởng lớn tại lễ trao Giải thưởng nghệ thuật Baeksang.

### Vươn tầm Hollywood
Ngày 13 tháng 9 năm 2012, phim điện ảnh Hoàng đế giả mạo của đạo diễn Choo Chang-min được phát hành. Trong phim, anh vào vai vua Quang Hải Quân, phim đã thành công rực rỡ về doanh thu phòng vé, trở thành phim thứ 7 trong lịch sử điện ảnh Hàn Quốc bán được 10 triệu vé. Phim mang về cho nam diễn viên giải thưởng Nam diễn viên chính xuất sắc nhất tại lễ trao Giải thưởng điện ảnh Đại Chung. Vào ngày 23 tháng 6 năm 2012, Lee Byung Hun và Ahn Sung-ki trở thành  diễn viên Hàn Quốc đầu tiên được in dấu tay trên Đại lộ Danh vọng Hollywood lịch sử ở bên ngoài Nhà hát Grauman's Chinese. Anh trở thành ngôi sao mới của điện ảnh Hollywood, sau khi đảm vai diễn Storm Shadow trong loạt phim Biệt đội G.I. Joe: Cuộc chiến Mãng xà (2009) và phần hậu truyện G.I. Joe: Báo thù (2013).
Năm 2013, anh đảm nhận lại vai diễn trong phần tiền tuyện trong bộ phim điện ảnh G.I. Joe: Báo thù. Ngày 19 tháng 7 năm 2013, bộ phim hành động hài do Dean Parisot đảm nhận ghế đạo diễn và được sản xuất bởi DC Entertainment, phim là phần hậu truyện của C.I.A tái xuất ra mắt năm 2010. Trong phim anh vào vai Han Cho Bai, một sát thủ và cựu đặc vụ NIS, đóng cùng với Bruce Willis, Catherine Zeta-Jones, Helen Mirren,và John Malkovich.

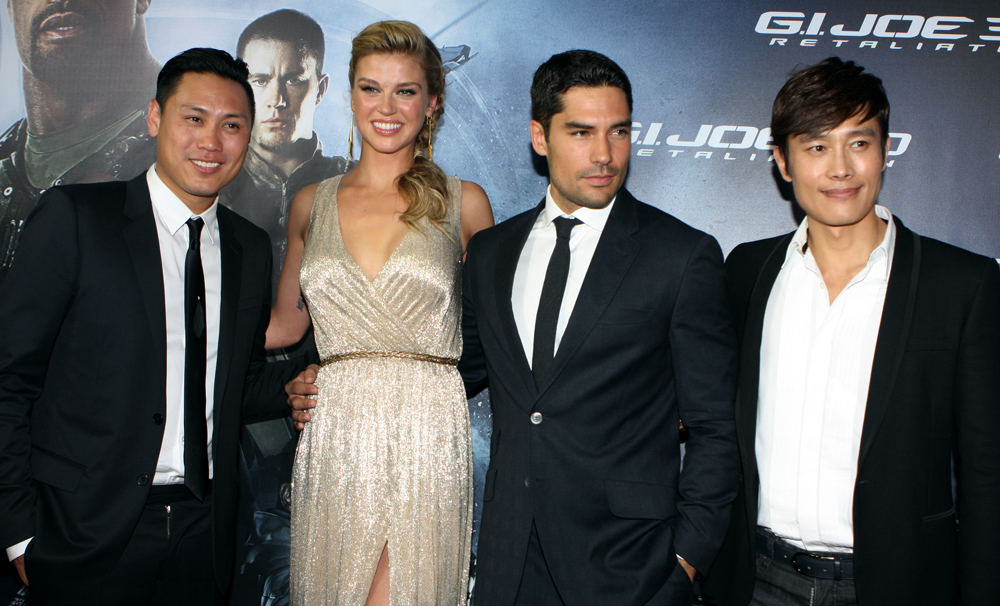
Lee tại buổi công chiếu Biệt đội G.I. Joe: Cuộc chiến Mãng xà Australia Premiere

Sau vụ bê bối chấn động vào năm 2013, anh trở lại màn ảnh rộng trong bộ phim điện ảnh võ thuật Kiếm ký: Thâm thù phải trả vào năm 2015. Phim được bấm máy vào cuối năm 2013 và dự kiến khởi chiếu vào năm 2014 nhưng bị hoãn lại do vụ bế bối của nam diễn viên. Anh được giới mộ điệu khen ngợi vì khắc họa thành công vai diễn trong tác phẩm, nhưng bộ phim lại không được lòng giới mộ điệu vì cốt truyện rườm rà. Cùng năm, anh đảm nhận vai diễn T-1000 trong phim điện ảnh Kẻ hủy diệt: Thời đại Genisys, đóng cùng với nam diễn viên Arnold Schwarzenegger. Sau đó, anh đảm nhận vai chính trong bộ phim điện ảnh chính trị tội phảm Inside Men của đạo diễn Woo Min-ho, bộ phim sau đó được xếp hạng R trở thành phim điện ảnh có doanh thu cao nhất tại Hàn Quốc. Sau thành công rực rỡ của bộ phim, anh nhận được sự hoan nghênh của giới phê bình và đoạt giải Nam diễn viên chính xuất sắc nhất tại các lễ trao giải nghệ thuật danh giá bậc nhất Hàn Quốc.
Năm 2016, anh góp mặt trong bộ phim điện ảnh tội phảm kinh dị Hành vi sai trái của Mỹ. Vào ngày 28 tháng 2 năm 2016 trở thành diễn viên Hàn Quốc đầu tiên xuất hiện trên sân khấu của Lễ trao giải Oscar. Cùng năm, anh đảm nhận vai Billy Rocks trong phim điện ảnh Bảy tay súng huyền thoại đóng cùng với Denzel Washington, Chris Pratt, và Ethan Hawke.
Sau những thành công vang dội tại Hollywood, anh trở về Hàn Quốc đảm nhận vai chính trong bộ phim điện ảnh tội phảm kinh dị Ông trùm, tiếp theo là bộ phim truyền hình Single Rider.
Vào tháng 3 năm 2017, anh ký hợp đồng với công ty quản lý hàng đầu Hollywood là United Talent Agency. Sau khi ký hợp đồng với công ty quản lý mới, anh hoạt động mãnh mẽ ở mảng điện ảnh với bộ phim hành động Radiance, do Patrick Lussier đảm nhận ghế đạo diễn, người đã từng hợp tác với anh trong tác phẩm Kẻ hủy diệt: Thời đại Genisys ra mắt năm 2015. Sau đó ảnh đảm nhận vai chính trong bộ phim điện ảnh cổ trang Nam Hán Sơn Thành ra mắt năm 2017 và phim hài - chính kịch Xin chào cậu em khác người!.

### Quay lại mảng truyền hình

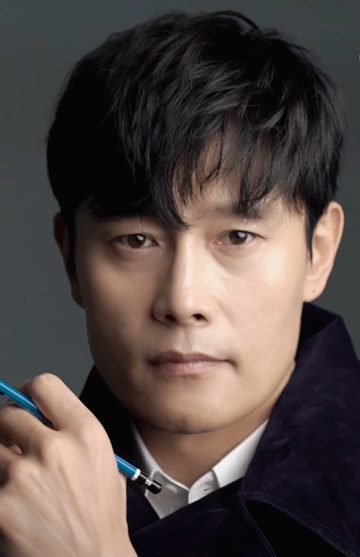
Lee Byung-hun vào năm 2019

Năm 2018, anh trở lại màn ảnh nhỏ đảm nhận vai diễn trong bộ phim Quý ngài Ánh dương, một bộ phim lịch sử do Kim Eun-sook chấp bút kịch bản. Bộ phim đã thành công rực rỡ về mặt thương mại và được giới phê bình đánh giá cao, mang về cho anh Giải thưởng lớn tại Lễ trao giải APAN Star Awards lần thứ 6.
Năm 2019, anh tham gia bộ phim điện ảnh hành động Đại thảm họa núi Baekdu, đóng cùng với Ma Dong-seok Ha Jung-woo, và Bae Suzy. Năm 2020, anh đảm nhận vai chính trong bộ phim điện ảnh chính kịch The Man Standing Next.  Cả 2 bộ phim đều thành công rực rỡ về doanh thu phòng vé chứng minh sức hút của nam diễn viên tại quê nhà. Năm 2021, anh tham gia đóng chính trong bộ phim điện ảnh Emergency Declaration được công chiếu (không tranh giải) tại Liên hoan phim Cannes lần thứ 74 vào ngày 16 tháng 7 năm 2021.
Vào năm 2020, anh sẽ đảm nhận vai chính trong bộ phim truyền hình Here do Noh Hee-kyung chấp bút kịch bản, xoay quanh các tình nguyện viên của tổ chức phi chính phủ.
Năm 2021, anh tham gia loạt phim sinh tồn kinh dị Trò chơi con mực của Netflix. Trong phim, anh vào vai Front Man. Anh trở thành nam diễn viên Hàn Quốc đầu tiên được trao Giải điện ảnh châu Á xuất sắc tại Giải thưởng Điện ảnh Châu Á lần thứ 15.

## Danh sách phim

### Phim điện ảnh
| Năm  | Tiêu đề                        | Vai diễn                         | Ghi chú                         | Chú thích     |
| ---- | ------------------------------ | -------------------------------- | ------------------------------- | ------------- |
| 1995 | Who Drives Me Crazy            | Lee Jong-du                      |                                 |               |
| 1995 | Runaway                        | Lee Dong-ho                      |                                 |               |
| 1996 | Kill the Love                  | Love                             |                                 |               |
| 1997 | Elegy of the Earth             | Park Jong-man                    |                                 |               |
| 1999 | The Harmonium in My Memory     | Kang Soo-ha                      |                                 | [ 69 ]        |
| 2000 | Joint Security Area            | Lee Soo-hyeok                    |                                 | [ 70 ]        |
| 2001 | Bungee Jumping of Their Own    | Seo In-woo                       |                                 | [ 71 ]        |
| 2002 | My Beautiful Girl, Mari        | Adult Nam-woo                    | Lồng tiếng                      | [ 72 ]        |
| 2002 | Addicted                       | Dae-jun                          |                                 | [ 73 ]        |
| 2004 | Everybody Has Secrets          | Choi Su-hyeon                    |                                 | [ 74 ]        |
| 2004 | Three Extremes - segment "Cut" | Ryu Ji-ho                        | Phim ngắn                       | [ 75 ]        |
| 2005 | Ngọt đắng cuộc đời             | Kim Sun-woo                      |                                 |               |
| 2006 | Once in a Summer               | Yun Suk-young                    |                                 | [ 76 ]        |
| 2007 | Hero                           | Kang Min-woo                     | Khách mời                       | [ 77 ]        |
| 2008 | Thiện, ác, quái                | Park Chang-yi, the Bad           |                                 |               |
| 2009 | Và anh đến trong cơn mưa       | Su Dongpo                        |                                 |               |
| 2009 | G.I. Joe: The Rise of Cobra    | Thomas Arashikage / Storm Shadow |                                 |               |
| 2010 | The Influence                  | W                                | Phim chiếu mạng                 | [ 78 ]        |
| 2010 | Iris: The Movie                | Kim Hyun-jun                     |                                 | [ 79 ]        |
| 2010 | Ác quỷ đội lốt                 | Kim Soo-hyeon                    |                                 |               |
| 2012 | Masquerade                     | King Gwanghae / Beggar Ha-sun    |                                 |               |
| 2013 | G.I. Joe: Retaliation          | Thomas Arashikage / Storm Shadow |                                 |               |
| 2013 | C.I.A tái xuất 2               | Han Cho-bai                      |                                 |               |
| 2015 | Kẻ hủy diệt: Thời đại Genisys  | Cop / T-1000                     |                                 |               |
| 2015 | Memories of the Sword          | Deok-gi / Song Yoo-baek          |                                 |               |
| 2015 | Inside Men                     | Ahn Sang-goo                     |                                 |               |
| 2016 | Misconduct                     | The Accountant                   |                                 |               |
| 2016 | The Age of Shadows             | Jeong Chae-san                   | Khách mời                       | [ 80 ]        |
| 2016 | The Magnificent Seven          | Billy Rocks                      |                                 |               |
| 2016 | Master                         | President Jin                    |                                 |               |
| 2017 | A Single Rider                 | Kang Jae-hoon                    |                                 |               |
| 2017 | The Fortress                   | Choi Myung-kil                   |                                 |               |
| 2018 | Keys to the Heart              | Jo-ha                            |                                 |               |
| 2019 | Ashfall                        | Lee Joon-Pyeong                  |                                 |               |
| 2020 | The Man Standing Next          | Kim Jae-gyu                      |                                 |               |
| 2022 | Emergency Declaration          | Jae Hyuk                         | [ chú thích 1 ] [ chú thích 2 ] | [ 82 ] [ 83 ] |
| 2023 | Concrete Utopia                | Young-tak                        |                                 |               |

### Phim truyền hình
| Năm  | Tiêu đề                         | Vai diễn       | Ghi chú   | Chú thích |
| ---- | ------------------------------- | -------------- | --------- | --------- |
| 1991 | Asphalt My Hometown             | Jinwoo         |           |           |
| 1991 | Family                          |                |           |           |
| 1991 | Flower That Never Wilt          |                |           |           |
| 1992 | Days of Sunshine                | Choi Hyung-man |           |           |
| 1992 | Dawn                            |                |           |           |
| 1992 | Tomorrow Love                   | Shin Bum-soo   |           |           |
| 1993 | The Sorrow of the Survivor      | Yi Ja-myung    |           |           |
| 1993 | Police                          | Oh Hae-sung    |           |           |
| 1994 | The Fragrance of Love           | Kim Jun-ho     |           |           |
| 1995 | Asphalt Man                     | Kang Dong-joon |           |           |
| 1995 | Son of Wind                     | Chang Hong-pyo |           | [ 84 ]    |
| 1997 | Beautiful My Lady               | Hwang Jun-ho   |           | [ 85 ]    |
| 1997 | I Do                            |                |           |           |
| 1997 | Wedding Dress                   |                |           |           |
| 1998 | White Nights 3.98               | Min Gyeong-bin |           | [ 86 ]    |
| 1999 | Happy Together                  | Suh Tae-poong  |           | [ 87 ]    |
| 1999 | Love Story - Story 1: Sunflower | Tae-sung       |           | [ 88 ]    |
| 1999 | Sally is Back                   |                |           |           |
| 2001 | Road                            | Woo-sik        |           | [ 89 ]    |
| 2001 | Beautiful Days                  | Lee Min-chul   |           | [ 90 ]    |
| 2003 | All In                          | Kim In-ha      |           |           |
| 2009 | Mật danh Iris                   | Kim Hyun-jun   |           |           |
| 2011 | Diplomat Kosaku Kuroda          | John           | Khách mời | [ 91 ]    |
| 2018 | Quý ngài Ánh dương              | Eugene Choi    |           |           |
| 2022 | Blues nơi đảo xanh              | Lee Dong-seok  |           | [ 92 ]    |

### Chương trình chiếu mạng
| Năm  | Tiêu đề          | Vai diễn                | Ghi chú                                     | Chú thích |
| ---- | ---------------- | ----------------------- | ------------------------------------------- | --------- |
| 2021 | Trò chơi con mực | Front Man / Hwang In-ho | Khách mời / Nhân vật phản diện với Gong Yoo | [ 93 ]    |

### Chương trình truyền hình
| Năm  | Tiêu đề                   | Vai trò | Ghi chú | Chú thích |
| ---- | ------------------------- | ------- | ------- | --------- |
| 2021 | Saturday Night Live Korea | MC      | Tập 1   | [ 94 ]    |

### Phim tài liệu
| Năm  | Tiêu đề     | Vai diễn      |
| ---- | ----------- | ------------- |
| 2013 | SBS Special | Lee Byung-hun |

### Trần thuật
| Năm  | Tiêu đề          | Ghi chú  | Chú thích |
| ---- | ---------------- | -------- | --------- |
| 2012 | The Final Empire | Tài liệu | [ 96 ]    |

## Đĩa nhạc

### Albums
| Năm  | Tên Album             |
| ---- | --------------------- |
| 1999 | Lee Byung Hun - To Me |

### Đĩa đơn
| Năm  | Tên đĩa đơn        |
| ---- | ------------------ |
| 2008 | "Itsuka (Someday)" |

### Nhạc phim
| Năm  | Track          | Album    |
| ---- | -------------- | -------- |
| 2010 | "Stay"         | Iris OST |
| 2010 | "Endless Road" | Iris OST |

## Giải thưởng và đề cử
| Năm  | Giải thưởng                                                  | Hạng mục                                          | Đề cử                                             | Kết quả   | Chú thích               |
| ---- | ------------------------------------------------------------ | ------------------------------------------------- | ------------------------------------------------- | --------- | ----------------------- |
| 1992 | KBS Drama Awards                                             | Best New Actor                                    | Day of Sunshine                                   | Đoạt giải |                         |
| 1993 | KBS Drama Awards                                             | Excellence Award, Actor                           | Tomorrow Love                                     | Đoạt giải |                         |
| 1995 | 6th Chunsa Film Art Awards                                   | Best New Actor                                    | Who Drives Me Crazy                               | Đoạt giải |                         |
| 1995 | 4th Korean Culture and Entertainment Awards                  | Best Actor in TV                                  | Son Of Wind                                       | Đoạt giải |                         |
| 1995 | KBS Drama Awards                                             | Top Excellence Award, Actor                       | Son Of Wind                                       | Đề cử     |                         |
| 1995 | KBS Drama Awards                                             | Excellence Award, Actor                           | Son Of Wind                                       | Đoạt giải |                         |
| 1996 | 32nd Baeksang Arts Awards                                    | Best Actor (TV)                                   | Son Of Wind                                       | Đoạt giải |                         |
| 1996 | 19th Golden Cinematography Awards                            | Best New Actor                                    | Runaway                                           | Đoạt giải |                         |
| 1996 | 34th Grand Bell Awards                                       | Best New Actor                                    | Runaway                                           | Đoạt giải |                         |
| 2000 | 37th Grand Bell Awards                                       | Best Actor                                        | The Harmonium in My Memory                        | Đề cử     |                         |
| 2000 | SBS Drama Awards                                             | Big Star Award                                    | —                                                 | Đoạt giải |                         |
| 2000 | 1st Busan Film Critics Awards                                | Best Actor                                        | Joint Security Area                               | Đoạt giải |                         |
| 2000 | 21st Blue Dragon Film Awards                                 | Best Actor                                        | Joint Security Area                               | Đề cử     |                         |
| 2001 | 24th Golden Cinematography Awards                            | Most Popular Actor                                | Joint Security Area                               | Đoạt giải |                         |
| 2001 | 38th Grand Bell Awards                                       | Netizen's Popularity Award                        | Joint Security Area , Bungee Jumping of Their Own | Đoạt giải |                         |
| 2001 | 38th Grand Bell Awards                                       | Best Actor                                        | Bungee Jumping of Their Own                       | Đề cử     |                         |
| 2001 | 22nd Blue Dragon Film Awards                                 | Best Actor                                        | Bungee Jumping of Their Own                       | Đề cử     |                         |
| 2001 | 22nd Blue Dragon Film Awards                                 | Popular Star Award                                | Bungee Jumping of Their Own                       | Đoạt giải |                         |
| 2001 | SBS Drama Awards                                             | Top Excellence Award, Actor                       | Beautiful Days                                    | Đề cử     |                         |
| 2001 | SBS Drama Awards                                             | Excellence Award, Actor in a Drama Special        | Beautiful Days                                    | Đề cử     |                         |
| 2001 | SBS Drama Awards                                             | Top 10 Stars Award                                | Beautiful Days                                    | Đoạt giải |                         |
| 2001 | SBS Drama Awards                                             | i-Star Award                                      | Beautiful Days                                    | Đoạt giải |                         |
| 2001 | 2nd Korea Visual Arts Festival                               | Photo Genic Award in TV                           | Beautiful Days                                    | Đoạt giải |                         |
| 2002 | 38th Baeksang Arts Awards                                    | Best Actor (TV)                                   | Beautiful Days                                    | Đề cử     |                         |
| 2002 | 23rd Blue Dragon Film Awards                                 | Best Actor                                        | Addicted                                          | Đề cử     |                         |
| 2003 | SBS Drama Awards                                             | Grand Prize (Daesang)                             | All In                                            | Đoạt giải | [ 97 ]                  |
| 2003 | SBS Drama Awards                                             | Top Excellence Award, Actor                       | All In                                            | Đề cử     |                         |
| 2003 | SBS Drama Awards                                             | Top 10 Stars Award                                | All In                                            | Đoạt giải | [ 97 ]                  |
| 2003 | 39th Baeksang Arts Awards                                    | Best Actor (TV)                                   | All In                                            | Đoạt giải |                         |
| 2003 | 30th Korea Broadcasting Association Awards                   | Best Actor                                        | All In                                            | Đoạt giải |                         |
| 2005 | 25th Korean Association of Film Critics Awards               | Best Actor                                        | A Bittersweet Life                                | Đoạt giải |                         |
| 2005 | 13th Chunsa Film Art Awards                                  | Best Actor                                        | A Bittersweet Life                                | Đoạt giải |                         |
| 2005 | 42nd Grand Bell Awards                                       | Best Actor                                        | A Bittersweet Life                                | Đề cử     |                         |
| 2005 | 26th Blue Dragon Film Awards                                 | Best Actor                                        | A Bittersweet Life                                | Đề cử     |                         |
| 2006 | 42nd Baeksang Arts Awards                                    | Best Actor (Film)                                 | A Bittersweet Life                                | Đoạt giải |                         |
| 2006 | 14th Chunsa Film Art Awards                                  | Korean Cultural Award                             | —                                                 | Đoạt giải |                         |
| 2007 | 15th Chunsa Film Art Awards                                  | Best Actor                                        | Once in a Summer                                  | Đề cử     |                         |
| 2008 | 29th Blue Dragon Film Awards                                 | Best Actor                                        | The Good, the Bad, the Weird                      | Đề cử     |                         |
| 2009 | 3rd Asian Film Awards                                        | Best Supporting Actor                             | The Good, the Bad, the Weird                      | Đề cử     |                         |
| 2009 | 30th Blue Dragon Film Awards                                 | Popular Star Award                                | G.I. Joe: The Rise of Cobra                       | Đoạt giải |                         |
| 2009 | KBS Drama Awards                                             | Grand Prize (Daesang)                             | Iris                                              | Đoạt giải | [ 99 ]                  |
| 2009 | KBS Drama Awards                                             | Top Excellence Award, Actor                       | Iris                                              | Đề cử     | [ 99 ]                  |
| 2009 | KBS Drama Awards                                             | Excellence Award, Actor in a Mid-length Drama     | Iris                                              | Đề cử     | [ 99 ]                  |
| 2009 | KBS Drama Awards                                             | Netizen Award, Actor                              | Iris                                              | Đoạt giải | [ 99 ]                  |
| 2009 | KBS Drama Awards                                             | Best Couple Award with Kim Tae-hee                | Iris                                              | Đoạt giải | [ 98 ]                  |
| 2009 | National Assembly by the Mass Culture & Media Research Group | Special Commendation                              | Iris                                              | Đoạt giải | [ 100 ] [ 101 ]         |
| 2010 | 21st Japan Jewelry Wearer Awards                             | Special Award                                     | —                                                 | Đoạt giải | [ 102 ]                 |
| 2010 | 1st Seoul Arts & Culture Award                               | Best TV Actor                                     | Iris                                              | Đoạt giải | [ 103 ]                 |
| 2010 | 46th Baeksang Arts Awards                                    | Best Actor (TV)                                   | Iris                                              | Đoạt giải | [ 104 ]                 |
| 2010 | 5th Seoul International Drama Awards                         | Outstanding Korean Actor                          | Iris                                              | Đoạt giải | [ 105 ]                 |
| 2010 | Tokyo Drama Awards                                           | Best Actor in Asia                                | Iris                                              | Đoạt giải | [ 106 ] [ 107 ]         |
| 2010 | 3rd Korea Drama Awards                                       | Best Actor                                        | Iris                                              | Đề cử     |                         |
| 2010 | Asia Model Festival Awards                                   | Asia Star Award                                   | —                                                 | Đoạt giải | [ 108 ]                 |
| 2010 | Green Planet Movie Awards                                    | 10 Best International Actors of the Decade (Asia) | —                                                 | Đoạt giải | [ 109 ]                 |
| 2010 | China Music Awards and Asian Influential Awards              | Best Asian Influential International Actor        | —                                                 | Đoạt giải | [ 110 ]                 |
| 2010 | Asia-Pacific Producers' Network Awards                       | APN Award                                         | —                                                 | Đoạt giải | [ 111 ]                 |
| 2010 | 3rd Style Icon Awards                                        | Style Icon of the Year                            | —                                                 | Đoạt giải |                         |
| 2010 | 31st Blue Dragon Film Awards                                 | Best Actor                                        | I Saw the Devil                                   | Đề cử     |                         |
| 2010 | 47th Grand Bell Awards                                       | Best Actor                                        | I Saw the Devil                                   | Đề cử     |                         |
| 2010 | 19th Buil Film Awards                                        | Best Actor                                        | I Saw the Devil                                   | Đề cử     |                         |
| 2011 | 47th Baeksang Arts Awards                                    | Grand Prize (Daesang) for Film                    | I Saw the Devil                                   | Đoạt giải | [ 112 ]                 |
| 2011 | 47th Baeksang Arts Awards                                    | Best Actor (Film)                                 | I Saw the Devil                                   | Đề cử     | [ 112 ]                 |
| 2012 | 49th Grand Bell Awards                                       | Best Actor                                        | Masquerade                                        | Đoạt giải | [ 113 ] [ 114 ] [ 115 ] |
| 2012 | 49th Grand Bell Awards                                       | Popularity Award                                  | Masquerade                                        | Đoạt giải |                         |
| 2012 | 33rd Blue Dragon Film Awards                                 | Best Actor                                        | Masquerade                                        | Đề cử     |                         |
| 2012 | 13th Busan Film Critics Awards                               | Best Actor                                        | Masquerade                                        | Đoạt giải |                         |
| 2012 | CineAsia Awards                                              | Star of the Year                                  | —                                                 | Đoạt giải | [ 116 ]                 |
| 2012 | A-Awards                                                     | Style Award                                       | —                                                 | Đoạt giải | [ 117 ]                 |
| 2012 | Korean Association of Film Critics Awards                    | Achievement Award                                 | —                                                 | Đoạt giải | [ 118 ]                 |
| 2013 | 9th Huading Awards                                           | Best Foreign Actor                                | —                                                 | Đoạt giải | [ 119 ]                 |
| 2013 | 49th Baeksang Arts Awards                                    | Best Actor in Film                                | Masquerade                                        | Đề cử     |                         |
| 2013 | 22nd Buil Film Awards                                        | Best Actor                                        | Masquerade                                        | Đề cử     |                         |
| 2013 | Bucheon International Fantastic Film Festival                | Producers' Choice Award                           | Masquerade                                        | Đoạt giải |                         |
| 2013 | 7th Asia Pacific Screen Awards                               | Best Actor                                        | Masquerade                                        | Đoạt giải | [ 121 ] [ 122 ]         |
| 2013 | 34th Blue Dragon Film Awards                                 | Popular Star Award                                | G.I. Joe: Retaliation, RED 2                      | Đoạt giải | [ 123 ]                 |
| 2015 | Republic of Korea Top Star Award                             | Top Star Award                                    | Inside Men                                        | Đoạt giải | [ 124 ]                 |
| 2016 | 11th Max Movie Awards                                        | Best Actor                                        | Inside Men                                        | Đề cử     |                         |
| 2016 | 10th Asian Film Awards                                       | Best Actor                                        | Inside Men                                        | Đoạt giải | [ 125 ]                 |
| 2016 | 21st Chunsa Film Art Awards                                  | Best Actor                                        | Inside Men                                        | Đề cử     |                         |
| 2016 | 5th Marie Claire Film Festival                               | Pioneer Award                                     | Inside Men                                        | Đoạt giải | [ 126 ]                 |
| 2016 | 52nd Baeksang Arts Awards                                    | Best Actor in Film                                | Inside Men                                        | Đoạt giải | [ 127 ]                 |
| 2016 | 15th New York Asian Film Festival                            | Star Asia Award                                   | Inside Men                                        | Đoạt giải | [ 128 ]                 |
| 2016 | 16th Director's Cut Awards                                   | Best Actor                                        | Inside Men                                        | Đoạt giải | [ 129 ]                 |
| 2016 | 25th Buil Film Awards                                        | Best Actor                                        | Inside Men                                        | Đoạt giải | [ 130 ]                 |
| 2016 | 4th Marie Claire Asia Star Awards                            | Actor of the Year                                 | Inside Men                                        | Đoạt giải |                         |
| 2016 | 36th Korean Association of Film Critics Awards               | Best Actor                                        | Inside Men                                        | Đoạt giải | [ 131 ]                 |
| 2016 | 37th Blue Dragon Film Awards                                 | Best Actor                                        | Inside Men                                        | Đoạt giải | [ 132 ]                 |
| 2016 | 3rd Korean Film Producers Association Awards                 | Best Actor                                        | Inside Men                                        | Đoạt giải | [ 133 ]                 |
| 2016 | 53rd Grand Bell Awards                                       | Best Actor                                        | Inside Men                                        | Đoạt giải | [ 134 ] [ 135 ]         |
| 2016 | 5th APAN Star Awards                                         | Hallyu Global Star Award                          | —                                                 | Đoạt giải | [ 136 ]                 |
| 2017 | 53rd Baeksang Arts Awards                                    | Best Actor (Film)                                 | Master                                            | Đề cử     |                         |
| 2017 | 38th Blue Dragon Film Awards                                 | Best Actor                                        | The Fortress                                      | Đề cử     | [ 137 ]                 |
| 2018 | 23rd Chunsa Film Art Awards                                  | Best Actor                                        | The Fortress                                      | Đề cử     | [ 138 ]                 |
| 2018 | 55th Grand Bell Awards                                       | Best Actor                                        | The Fortress                                      | Đề cử     | [ 139 ]                 |
| 2018 | 11th Korea Drama Awards                                      | Grand Prize (Daesang)                             | Mr. Sunshine                                      | Đề cử     | [ 140 ]                 |
| 2018 | 6th APAN Star Awards                                         | Grand Prize (Daesang)                             | Mr. Sunshine                                      | Đoạt giải | [ 141 ]                 |
| 2018 | 6th APAN Star Awards                                         | K-Star Award                                      | Mr. Sunshine                                      | Đề cử     | [ 142 ]                 |
| 2018 | 2nd The Seoul Awards                                         | Best Actor (Film)                                 | The Fortress, Keys to the Heart                   | Đề cử     | [ 143 ]                 |
| 2018 | 2nd The Seoul Awards                                         | Best Actor (Drama)                                | Mr. Sunshine                                      | Đoạt giải | [ 144 ]                 |
| 2018 | 3rd Asia Artist Awards                                       | Grand Prize (Daesang)                             | Mr. Sunshine                                      | Đoạt giải | [ 145 ]                 |
| 2018 | 3rd Asia Artist Awards                                       | Artist of the Year                                | —                                                 | Đoạt giải | [ 145 ]                 |
| 2018 | 3rd Asia Artist Awards                                       | Korea Tourism Appreciation Award                  | —                                                 | Đoạt giải | [ 145 ]                 |
| 2018 | 3rd Asia Artist Awards                                       | Fabulous Award                                    | —                                                 | Đoạt giải | [ 145 ]                 |
| 2018 | 38th Golden Cinema Film Festival                             | Acting Grand Prize                                | Keys to the Heart                                 | Đoạt giải | [ 146 ]                 |
| 2019 | 55th Baeksang Arts Awards                                    | Best Actor (TV)                                   | Mr. Sunshine                                      | Đoạt giải | [ 147 ]                 |
| 2020 | 56th Grand Bell Awards                                       | Best Actor                                        | Ashfall                                           | Đoạt giải | [ 148 ]                 |
| 2020 | 25th Chunsa Film Arts Awards                                 | Best Actor                                        | The Man Standing Next                             | Đoạt giải | [ 149 ]                 |
| 2020 | 56th Baeksang Arts Awards                                    | Best Actor (Film)                                 | The Man Standing Next                             | Đoạt giải | [ 150 ]                 |
| 2020 | 29th Buil Film Awards                                        | Best Actor                                        | The Man Standing Next                             | Đoạt giải | [ 151 ]                 |
| 2020 | 14th Asian Film Awards                                       | Best Actor                                        | The Man Standing Next                             | Đoạt giải | [ 152 ]                 |
| 2020 | 10th SACF Artists of the Year Awards                         | Outstanding Artist for a Film                     | The Man Standing Next                             | Đoạt giải | [ 153 ]                 |
| 2020 | 40th Korean Association of Film Critics Awards               | Best Actor                                        | The Man Standing Next                             | Đoạt giải | [ 154 ]                 |
| 2020 | 15th University Film Festival of Korea                       | Best Actor                                        | The Man Standing Next                             | Đoạt giải | [ 155 ]                 |
| 2021 | 41st Blue Dragon Film Awards                                 | Best Leading Actor                                | The Man Standing Next                             | Đề cử     | [ 158 ]                 |
| 2021 | 15th Asian Film Awards                                       | Asian Film Excellence Award                       | —                                                 | Đoạt giải | [ 159 ]                 |
| 2021 | Asia Society Game Changer                                    | Entertainment Game Changer Award                  | —                                                 | Đoạt giải | [ 160 ]                 |
| 2022 | 20th Director's Cut Awards                                   | Best Actor in film                                | The Man Standing Next                             | Đoạt giải | [ 161 ] [ 162 ]         |